# 无锡市人民政府
31°29′37″N 120°18′28″E / 31.49368°N 120.30767°E
无锡市人民政府，简称无锡市政府，是中华人民共和国江苏省无锡市的最高行政机关。

## 沿革
1949年4月中旬，中共政权成立由管文蔚兼任主任的无锡市军事管制委员会，以及中共无锡市委、无锡市人民政府。由顾风任巿长、包厚昌任副市长。渡江战役发起后的4月22日晚间，中国人民解放军第29军87师一部于22时许占领无锡火车站，23时许由光复门进入无锡县县城。新政权接管无锡县后，由此分为无锡市、无锡县。无锡市人民政府属于苏南人民行政公署管辖。
1953年，生设江苏省，无锡市归为江苏省省辖市。1958年6月，无锡市区形成为四区：崇安区、南长区、北塘区、无锡郊区。1983年，实施市管县制度，原属于苏州地区的无锡县、江阴县、和原属于镇江地区的宜兴县划归为无锡市管辖。1987年4月，江阴县撤县设市。1988年3月，宜兴县撤县设市。1995年，无锡县撤县设市，改为锡山市。2000年12月，撤销锡山市，设立无锡市锡山区和惠山区，将其中一部分与马山区等并入郊区，并更名为滨湖区。2010年行政区划改革，辖崇安区、南长区、北塘区、锡山区、惠山区、滨湖区、无锡新区、江阴市、宜兴市。

## 组织结构
无锡市人民政府下辖单位有：
- 无锡市人民政府办公室
- 无锡市发展和改革委员会
- 无锡市教育局
- 无锡市科学技术局
- 无锡市工业和信息化局
- 无锡市民族宗教事务局
- 无锡市公安局
- 无锡市民政局
- 无锡市司法局
- 无锡市财政局
- 无锡市人力资源和社会保障局
- 无锡市自然资源和规划局
- 无锡市生态环境局
- 无锡市住房和城乡建设局
- 无锡市市政和园林局
- 无锡市城市管理局
- 无锡市交通运输局
- 无锡市水利局
- 无锡市农业农村局
- 无锡市商务局
- 无锡市文化广电和旅游局
- 无锡市卫生健康委员会
- 无锡市退役军人事务局
- 无锡市应急管理局
- 无锡市审计局
- 无锡市人民政府外事办公室（加挂无锡市人民政府港澳事务办公室牌子）
- 无锡市人民政府国有资产监督管理委员会
- 无锡市行政审批局
- 无锡市市场监督管理局（加挂无锡市知识产权局牌子）
- 无锡市体育局
- 无锡市数据局
- 无锡市统计局
- 无锡市医疗保障局
- 无锡市信访局
- 无锡市粮食和物资储备局
- 无锡市国防动员办公室
- 无锡市机关事务管理局

## 领导

### 无锡市市长
| 名字   | 上任时间       | 离任时间       | 备注                                                                                        |                   |
| ------ | -------------- | -------------- | ------------------------------------------------------------------------------------------- | ----------------- |
| 顾风   | 1949年4月24日  | 1952年8月20日  | 1952年6月20日-1952年10月为代理市长                                                          | [ 4 ]             |
| 包厚昌 | 1953年3月11日  | 1955年3月11日  |                                                                                             | [ 4 ]             |
| 江坚   | 1955年3月11日  | 1966年2月19日  | 1952年10月28日至1953年3月11日为第一副市长                                                   | [ 4 ]             |
| 尤太忠 | 1967年3月19日  | 1971年2月17日  | 1967年3月19日至1968年3月3日为无锡市军管会主任 1968年3月3日至1971年2月17日为市革命委员会主任 | [ 4 ]             |
| 王晏   | 1971年2月17日  | 1975年2月18日  | 为市革命委员会主任                                                                          | [ 4 ]             |
| 韩本楚 | 1975年6月20日  | 1980年1月25日  | 为市革命委员会主任                                                                          | [ 4 ]             |
| 吴冬华 | 1983年10月13日 | 1984年3月31日  | 为代理市长                                                                                  | [ 4 ]             |
| 王宏民 | 1987年12月24日 | 1988年1月12日  | 为代理市长                                                                                  | [ 4 ]             |
| 田洪   | 1966年2月19日  | 1967年3月19日  |                                                                                             | [ 4 ]             |
| 马健   | 1980年1月25日  | 1983年3月12日  |                                                                                             | [ 4 ]             |
| 陈文章 | 1983年3月12日  | 1983年10月13日 |                                                                                             | [ 4 ]             |
| 吴冬华 | 1984年3月31日  | 1987年12月24日 |                                                                                             | [ 4 ]             |
| 王宏民 | 1987年12月     | 1992年4月      | 1987年12月至1988年1月为代理市长                                                             | [ 4 ] [ 5 ] [ 6 ] |
| 洪锦炘 | 1992年4月      | 1993年7月      | 1992年4月至1993年3月为代理市长                                                              | [ 6 ]             |
| 于广洲 | 1993年7月      | 1997年7月      | 1993年7月至1994年3月为代理市长                                                              | [ 6 ]             |
| 吴新雄 | 1997年7月      | 2001年6月      | 1997年7月至1998年1月为代理市长                                                              | [ 6 ]             |
| 王荣   | 2001年6月      | 2003年3月      | 2001年6月至2002年1月为代理市长                                                              | [ 6 ]             |
| 毛小平 | 2003年3月5日   | 2011年5月5日   | 2003年3月至2004年2月为代理市长                                                              | [ 6 ]             |
| 朱克江 | 2011年5月      | 2013年3月      | 2011年5月至2012年1月为代理市长                                                              | [ 6 ]             |
| 汪泉   | 2013年3月      | 2018年2月      |                                                                                             |                   |
| 黄钦   | 2018年2月      | 2019年12月31日 |                                                                                             | [ 7 ]             |
| 杜小刚 | 2019年12月31日 | 2021年7月30日  | 2019年12月至2020年1月为代理市长                                                             | [ 8 ]             |
| 赵建军 | 2022年3月18日  | 2025年7月17日  | 2021年7月30日至2022年3月为代理市长                                                          |                   |
| 蒋锋   | 2025年7月17日  |                | 代理市长                                                                                    |                   |